# Великодворське сільське поселення (Тотемський район)
Великодво́рське сільське поселення (рос. Великодворское сельское поселение) — сільське поселення у складі Тотемського району Вологодської області Росії.
Адміністративний центр — присілок Великий Двор.

## Населення
Населення сільського поселення становить 601 особа (2019; 705 у 2010, 881 у 2002).

## Історія
Станом на 2002 рік існувала Великодворська сільська рада (присілки Великий Двор, Внуково, Воронино, Давидіха, Княжиха, Нефедіха, Підлипне), присілок Любавчиха та селище Чуріловка перебували у складі Усть-Печенгської сільської ради. 2004 року сільрада перетворена в сільське поселення.

## Склад
До складу сільського поселення входять:
| Населений пункт        | Населення, осіб (2002) | Населення, осіб (2010) |
| ---------------------- | ---------------------- | ---------------------- |
| Великий Двор, присілок | 249                    | 237                    |
| Внуково, присілок      | 36                     | 20                     |
| Воронино, присілок     | 42                     | 20                     |
| Давидіха, присілок     | 29                     | 18                     |
| Княжиха, присілок      | 127                    | 118                    |
| Любавчиха, присілок    | 5                      | 2                      |
| Нефедіха, присілок     | 7                      | 5                      |
| Підлипне, присілок     | 38                     | 20                     |
| Чуріловка, селище      | 348                    | 265                    |